# Pachylus crassus
Pachylus crassus is een hooiwagen uit de familie Gonyleptidae.